# Broad Town
Broad Town – wieś w Anglii, w hrabstwie Wiltshire. Leży 46 km na północ od miasta Salisbury i 121 km na zachód od Londynu.